# No-One but You
Singles de Queen
You Don't Fool Me
(1996) Another One Bites the Dust (remix)
(1998)
No-One but You (Only the Good Die Young) est une chanson du groupe de rock britannique Queen, sortie en single en 1997. C'est la première chanson inédite enregistrée par les trois membres restants du groupe Queen après le décès de son chanteur Freddie Mercury en 1991, et n'ayant pas été écrite avant sa mort. Le guitariste Brian May, qui a également écrit la chanson, et le batteur Roger Taylor se partagent le chant. No-One but You se trouve sur la compilation Queen Rocks.

## Autour de la chanson
La chanson a été écrite après le décès de la Princesse Diana en août 1997 (la chanson lui est dédiée), mais elle est surtout un éloge à Freddie Mercury et à tous ceux morts trop jeunes. On voit sur la pochette Icare, volant trop près du soleil et qui mourut car ses ailes de cire fondirent ; ce thème est présent dans les paroles de la chanson (« they're only flying too close to the sun » : « ils ont seulement volé trop près du soleil »). Brian May avait à l'origine écrit cette chanson pour qu'elle figure sur son second album solo Another World mais, après avoir fait écouter la maquette à Roger Taylor, celui-ci suggère d'en faire une chanson de Queen et donc de demander à John Deacon d'y prendre part également.
Il s'agit de la dernière chanson dans laquelle John Deacon joue de la guitare basse. Il prend ensuite sa retraite.

## Clip vidéo
Le clip de No-One but You a été filmé dans les légendaires Bray Studios, dans lesquels la Hammer tourna nombre de films d'horreur dans les années soixante. C'est également dans ces studios que fut tourné The Rocky Horror Picture Show. Une fois encore, ce sont les fameux Torpedo Twins, les Autrichiens Rudi Dolezal et Hannes Rossacher, qui réalisèrent le clip. Tourné en noir et blanc, celui-ci reste très basique et montre les trois membres au travail, alors qu'ils interprètent la chanson. Il existe deux versions de ce clip : celui-ci et un autre, dans les tons sépia, avec une autre fin et des images de Freddie Mercury. Le premier clip a servi à la promotion de la chanson, le second se trouve sur la vidéo Greatest Flix III sortie en 1999.

## Liste des titres
| 1. | No-One But You (Only The Good Die Young)           | Brian May                     | 4:13 |
| 2. | Gimme the Prize (instrumental Remix For 'The Eye') | May, Joshua J. Macrae (remix) | 4:01 |

| 1. | No-One But You (Only The Good Die Young)           | Brian May       | 4:13 |
| 2. | Princes of the Universe                            | Freddie Mercury | 3:32 |
| 3. | We Will Rock You (The Rick Rubin 'Ruined' Remix)   | May             | 5:00 |
| 4. | Gimme the Prize (instrumental Remix For 'The Eye') | May             | 4:01 |

## Classements
| Classements (1998) | Meilleure position |
| ------------------ | ------------------ |
| Royaume-Uni        | 13                 |
| Pays-Bas           | 26                 |
| Allemagne          | 75                 |

## Crédits
- Brian May : chant principal (1er et 3e couplets), chœurs, piano et guitare électrique
- Roger Taylor : chant principal (2e couplet), batterie et chœurs
- John Deacon : guitare basse